# La Recueja
La Recueja – gmina w Hiszpanii, w prowincji Albacete, w Kastylii-La Mancha, o powierzchni 29,74 km². W 2011 roku gmina liczyła 308 mieszkańców.